# Дяк Юрій Іванович
Юрій Іванович Дяк (нар. 5 липня 1987, м. Могилів-Подільський) — актор театру і кіно, заслужений артист України (2018).

## Життєпис
Народився 5 липня 1987 року в місті Могилів-Подільський Вінницької області. Після закінчення школи переїхав. Вступив до Київського національного університету театру, кіно і телебачення імені І. К. Карпенка-Карого на спеціальність «Актор драматичного театру і кіно», (майстерня М. Ю. Резінковича) який закінчив у 2010.
Протягом навчання, у 2006 році, почав служити в Національному театрі російської драми ім. Лесі Українки (нині Національний академічний драматичний театр імені Лесі Українки).
Там зіграв такі ролі:
- Клінтон Преміджер («Оголена зі скрипкою»);
- Мілкін Петро Петрович («Хороші люди»);
- Гофмаршал фон Кальб («Підступність і кохання»);
- Григорій («Прибуткове місце»);
- Фінкс («Дрібниці життя»);
- Еліо («Прощальне танго»);
- Боббі Франклін («Занадто одружений таксист»);
- Ронні, чоловік секретарки («№ 13» (Шалена ніч, або Одруження Пігдена).

У 2018 році Юрій Дяк отримав звання заслуженого артиста України.
Вперше на екранах телевізорів Юрій Дяк з'явився в 2017 році у фільмі-виставі «Прибуткове місце». Наступну роль отримав через два роки. Головну роль Юрій Дяк вперше зіграв в документальному фільмі «Архімед. Повелитель чисел».
На телебаченні Юрій Дяк зазвичай грає невеликі ролі, набагато більше роботи у нього в театрі. Проте у 2020 році Юрій Дяк отримав головну роль у серіалі «Козаки. Абсолютно брехлива історія» на телеканалі «ICTV».
В 2024 році Юрій дебютував як режисер, поставивши на основній сцені театру Лесі Українки виставу "Хвиля" Тода Штрассера, і зігравши водночас в ній головну роль - вчителя історії Бена Росса.

## Фільмографія
| Рік       |   | Українська назва                   | Оригінальна назва | Роль           |
| --------- | - | ---------------------------------- | ----------------- | -------------- |
| 2007      | ф | Прибуткове місце                   |                   |                |
| 2009      | ф | Чудо                               |                   |                |
| 2010      | ф | Антиснайпер. Постріл з минулого    |                   |                |
| 2010      | ф | Брат за брата                      |                   |                |
| 2011      | ф | Доставити за всяку ціну            |                   |                |
| 2012      | ф | Закохані в Київ (кіноальманах)     |                   |                |
| 2012      | с | Повернення Мухтара-8               |                   |                |
| 2012—2018 | с | Жіночий лікар                      |                   | лікар-педіатр  |
| 2013      | ф | Архімед. Повелитель чисел          |                   |                |
| 2013      | ф | Любов із випробувальним терміном   |                   |                |
| 2013      | ф | Я поруч                            |                   |                |
| 2013—2014 | с | Великі почуття                     |                   |                |
| 2014      | ф | Давай поцілуємося                  |                   |                |
| 2014      | с | Дворняжка Ляля                     |                   |                |
| 2014      | ф | Ковзани для чемпіонки              |                   |                |
| 2014      | ф | Особиста справа                    |                   |                |
| 2014      | с | Останній яничар                    |                   |                |
| 2015      | ф | Жереб долі                         |                   |                |
| 2016      | ф | Східні солодощі                    |                   |                |
| 2016      | ф | Забудь і згадай                    |                   |                |
| 2016      | с | На лінії життя                     |                   |                |
| 2016      | ф | Лист надії                         |                   |                |
| 2016      | с | Поганий хороший коп                |                   |                |
| 2017      | ф | Догори дригом                      |                   |                |
| 2017      | ф | Вибираючи долю                     |                   |                |
| 2017      | ф | Біле-чорне                         |                   |                |
| 2017      | ф | Ментівські війни. Київ             |                   |                |
| 2017      | ф | Ментівські війни. Одеса            |                   |                |
| 2017      | ф | Мій кращий ворог                   |                   |                |
| 2017      | ф | Той, хто не спить                  |                   |                |
| 2017      | ф | Що робить твоя дружина?            |                   |                |
| 2018      | ф | Казка про гроші                    |                   | писар          |
| 2018      | ф | Жити заради любові                 |                   |                |
| 2018      | ф | За законами воєнного часу-2        |                   |                |
| 2018      | ф | Сьомий гість                       |                   |                |
| 2019      | с | Інша                               |                   |                |
| 2020      | с | Козаки. Абсолютно брехлива історія |                   | Іван Овчаренко |